# أيا يكن الحل
أيا يكن الحل (بالإنجليزية: Whatever Works)‏ هو فيلم كوميدي أمريكي من تأليف وإخراج وودي آلن وبطولة لاري ديفيد، إيفان رايتشل وود، باتريشيا كلاركسون، إد بيغلي الابن، مايكل مكيان وهنري كافيل، صدر الفيلم في 19 يونيو 2009.